# 凯特·巴莉 (摄影师)
凯特·巴莉（Kate Barry，1967年4月8日—2013年11月11日），是英国籍的时尚摄影师，她为Vogue和周日时代杂志工作过。

## 生平
巴里是英国女演员和歌手简·柏金和作曲家约翰·巴里的女儿。 她的外婆是演员朱迪·坎贝尔，舅舅是导演安德鲁·柏金。 还小的时候从英国搬到了法国，由她的母亲和赛日·甘斯布抚养长大。 童年时她与亲生父亲并无联系并且直到13岁一直相信亲生父亲已经死了。当她母亲和赛日·甘斯布分手时生父才与她建立联系。
她有两个同母异父的妹妹，法国演员和歌手夏洛特·甘斯布和歌手 卢·多利伦。 她有两个同父异母的姐妹Suzy 和 Sian 还有一个兄弟 Jon-Patrick.。她的儿子是Roman de Kermadec。
青年时巴里吸食毒品成瘾。在戒除之后她在巴黎建立了一个戒毒中心。

## 事业
巴里以她为名人拍摄的亲密的写真而闻名。 她经常与母亲和妹妹们工作，并且拍摄了卡拉·布鲁尼《有人告诉我》的专辑封面。

## 死亡
2013年11月11日，巴里在自己位于巴黎16号区的公寓从4楼坠楼而死，外界猜测为自杀。 她葬于巴黎。